# David Barrans
David Barrans (Yorkshire del Oeste) es un deportista británico que compitió en escalada. Ganó una medalla de bronce en el Campeonato Mundial de Escalada de 2009, en la prueba de bloques.

## Palmarés internacional
| Campeonato Mundial | Campeonato Mundial | Campeonato Mundial | Campeonato Mundial |
| Año                | Lugar              | Medalla            | Prueba             |
| ------------------ | ------------------ | ------------------ | ------------------ |
| 2009               | Xining (China)     | Medalla de bronce  | Bloques            |